# Birkir Árnason
Birkir Árnason (* 20. Juli 1987 in Akureyri) ist ein isländischer Eishockeyspieler, der seit 2022 bei Skautafélag Reykjavíkur in der isländischen Eishockeyliga unter Vertrag steht. Sein jüngerer Bruder Sigurður war ebenfalls isländischer Nationalspieler.

## Karriere
Birkir Árnason begann seine Karriere als Eishockeyspieler bei Skautafélag Akureyrar in seiner nordisländischen Heimatstadt, mit dem er 2002, 2003, 2004, 2005 und 2008 isländischer Meister wurde. 2009 wechselte er zum Gladsaxe SF, für den er zwei Jahre in der 1. division, der zweithöchsten dänischen Eishockeyspielklasse auf dem Eis stand. Zur Spielzeit 2011/12 kehrte er nach Island zurück und spielte dort seither für Ísknattleiksfélagið Björninn. Mit dem Klub aus der Hauptstadt Reykjavík gewann er 2012 erneut den isländischen Meistertitel. Nachdem er 2018 ein Spiel für Skautafélag Akureyrar absolviert hatte, spielte er von 2019 bis 2021 bei Fjölnir. Seit 2022 steht er bei Skautafélag Reykjavíkur unter Vertrag und gewann mit dem Klub 2023 den isländischen Titel.

### International
Birkir spielte bereits als Jugendlicher für Island. Er nahm an den U18-Weltmeisterschaften 2003 in der Division III und 2004 und 2005 in der Division II sowie den Division-II-Turnieren der U-20-Weltmeisterschaften 2003, 2004 und 2007 und den Division-III-Turnieren der U-20-Weltmeisterschaften 2005 und 2006 teil.
Für die Herren-Nationalmannschaft spielte Birkir in der Division II bei den Weltmeisterschaften 2003, 2005, 2007, 2008, 2010, 2011, 2012, 2014 und 2015, als er zum besten Spieler seiner Mannschaft gewählt wurde. Nach einem zwischenzeitlichen Abstieg vertrat er seine Farben 2006 in der Division III, stieg mit der Mannschaft aber umgehend wieder in die Division II auf. Zudem vertrat er seine Farben bei der Qualifikation für die Olympischen Winterspiele 2018 in Pyeongchang.

## Erfolge und Auszeichnungen
- 2002: Isländischer Meister mit Skautafélag Akureyrar
- 2003: Aufstieg in die Division II bei der U-18-Weltmeisterschaft der Division III, Gruppe B
- 2003: Isländischer Meister mit Skautafélag Akureyrar
- 2004: Isländischer Meister mit Skautafélag Akureyrar
- 2005: Isländischer Meister mit Skautafélag Akureyrar
- 2006: Aufstieg in die Division II bei der U-20-Weltmeisterschaft der Division III
- 2006: Aufstieg in die Division II bei der Weltmeisterschaft der Division III
- 2008: Isländischer Meister mit Skautafélag Akureyrar
- 2012: Isländischer Meister mit Ísknattleiksfélagið Björninn
- 2023: Isländischer Meister mit Skautafélag Reykjavíkur